# Сара Оллгуд
Сара Оллґуд (англ. Sara Allgood; 31 жовтня 1879 — 13 вересня 1950) — ірландська акторка, номінантка премії «Оскар».

## Життєпис
Сара Оллґуд народилася в Дубліні у 1879 році. Її сестра Мері О'Ніл також стала акторкою.
Оллґуд розпочала акторську кар'єру з участі в постановках в театрі при абатстві. В кіно дебютувала в кінці 1920-х у ранніх фільмах Гічкока, серед яких «Шантаж», «Юнона та павич» і «Саботаж».
У 1941 році за роль Бет Морган у фільмі «Якою зеленою була моя долина» акторка була номінована на премію «Оскар» як найкраща акторка другого плану. Надалі Сара Оллґуд з'явилася у фільмах «Доктор Джекілл і містер Гайд» (1941), «Джейн Ейр» (1943), «Ключі від царства небесного» (1944), «Прекрасна Дорсей» (1947) і «Оптом дешевше» (1950).
У 1916 році під час гастролей в Австралії познайомилася з британським актором Джеральдом Генсоном, з яким у тому ж році одружилася. Єдина їх дочка померла в 1917 році, через годину після народження, під час епідемії грипу в Мельбурні, а роком пізніше за тією ж причиною не стало її чоловіка.
У 1945 році Сара Оллґуд прийняла громадянство США. Акторка померла 13 вересня 1950 від інфаркту у віці 70 років у своєму будинку в передмісті Лос-Анджелеса.

## Фільмографія
- 1941 — «Якою зеленою була моя долина» — Місіс Бет Морган
- 1930 — «Юнона та павич» — Юнона Бойл
- 1929 — «Шантаж» — місіс Вайт